# Kain und Abel (Lied)
Kain und Abel ist ein Lied des Dark-Wave-Duos Das Ich, das das Duo Ende der 1980er Jahre gemeinsam schrieb und aufnahm. Das im Jahr 1990 auf dem Demo Satanische Verse erstmals veröffentlichte Stück wurde zusammen mit Destillat und Gottes Tod einer der größten Erfolge für Das Ich und fester Bestandteil des Live-Repertoires der Band.

## Hintergrund und Veröffentlichungen
Stefan Ackermann und Bruno Kramm gründeten Das Ich als Nachfolge der Electropunk-Band Dying Moments. Zeitgleich installierte Kramm ein semiprofessionelles Tonstudio, in dem das Duo sein erstes Demo Satanische Verse mit dem Stück Kain und Abel aufnahm. Den Text und dessen Vortrag schrieb und arrangierte Stefan Ackermann zu der von Bruno Kramm geschriebenen Musik auf Basis eines gemeinsam festgelegten Themas. Der bis dahin in diesem Bereich ungelernte Bruno Kramm agierte als Tontechniker sowie Produzent der Aufnahme und übernahm die Abmischung ebenso wie das Mastering. Das Stück wurde als Teil des Demos in einer Auflage von 200 Exemplaren veröffentlicht.
Im Jahr 1991 folgte die Veröffentlichung als CD. Das Unternehmen Energie für Alle (EFA) bot Bruno Kramm an, das EFA-Presswerk zu nutzen, woraufhin dieser das damals als Kollektiv geführte Kassettenlabel zum CD-Label ausbaute. Das sich in den 1990er Jahren zum Club-Hit entwickelnde Lied Kain und Abel blieb in allen Versionen der mehrfach neu aufgelegten EP Satanische Verse als dritter Titel enthalten. Langfristig prägte Kain und Abel mit weiteren Liedern das Genre Neue Deutsche Todeskunst und wurde zugleich einer der bekanntesten Titel des Genres.
Für das 1995 veröffentlichte Kollaborationsalbum Die Liebe mit der Death-Metal-Band Atrocity wurde das Stück unter dem Titel Die Todgeweihten gemeinsam neu eingespielt. Für das Das-Ich-Remix- und -Coveralbum Re_Laborat/Re_Animat aus dem Jahr 1999 überarbeiteten kAlte fArben sowie Girls Under Glass Kain und Abel. 

## Musik und Text
Kain und Abel wurde im 4/4-Takt und im Grundton C-Dur bei einem Tempo von 121 BpM geschrieben. Markant sind der ausgeprägte elektronische Rhythmus-Schlag und der stringente Aufbau des Textes. Das Stück gilt als besonders energiegeladen und tanzbar. In den Strophen des Lieds nutzt Ackermann eine ausgeprägte Formstrenge. Alle Zeilen der beiden vierzeiligen Strophen folgen dem gleichen Aufbau. Am Anfang steht der ausgerufene Name Kain, gefolgt von Zuschreibungen und Assoziationen zum wütenden Kain in exakt vier Silben. Hierzu werden einzelne Wörter verkürzt.

„Kain – Im Durst der Wut

Kain – In Vaters Hand

Kain – zu Blind zum steh’n

Kain – aus schwarzem Blut

Die Todgeweihten grüßen Dich“

Im Refrain wird dann der archetypische Brudermörder zu einer gegrüßten Leit- und Identifikationsfigur des aufbegehrenden, gebrochenen und dem Tod geweihten Menschen, gefolgt von dem Imperativ, sein Schwert zu ergreifen und „den Tanz zum Tod“ zu tanzen.